# مارستون مورس
مارستون مورس (بالإنجليزية: Marston Morse)‏ هو عالم أمريكي في مجال رياضيات ولد في 24 مارس 1892 في ووترفيل، حائز على جائزة قلادة العلوم الوطنية الأمريكية.

## وصلات خارجية
- الموقع الرسمي لجائزة قلادة العلوم الوطنية الأمريكية